# Marele Premiu al Spaniei din 2022
Marele Premiu al Spaniei din 2022 (cunoscut oficial sub numele de Formula 1 Pirelli Gran Premio de España 2022) a fost o cursă de Formula 1 care s-a desfășurat între 20-22 mai 2022, pe Circuitul Catalunya din Barcelona, Spania. A fost cea de-a 62-a ediție a Marelui Premiu al Spaniei și a șasea rundă a Campionatului Mondial de Formula 1 din 2022.
Max Verstappen a câștigat cursa în fața coechipierului Sergio Pérez, în timp ce George Russell a completat podiumul. Charles Leclerc, pole-sitter și liderul campionatului, a fost forțat să se retragă din cauza problemelor cu motorul. Coechipierul lui Leclerc, Carlos Sainz Jr., a revenit de pe locul 11, după ce a suferit o rotire, pentru a termina pe locul al patrulea, înaintea lui Lewis Hamilton, care a revenit și el de pe locul 19, după ce a suferit o pană la start. Odată cu victoria, Red Bull a condus Ferrari în Campionatul Constructorilor, în timp ce clasamentul din Campionatul Piloților a trecut de la un avantaj Leclerc de 19 puncte la un avantaj de 6 puncte pentru Verstappen.

## Calificări
Calificările au avut loc pe 21 mai, începând cu ora locală 16:00 și au durat o oră.
| Poz.                  | Nr. | Pilot            | Constructor                  | Timpi calificări | Timpi calificări | Timpi calificări | Grila finală |
| Poz.                  | Nr. | Pilot            | Constructor                  | Q1               | Q2               | Q3               | Grila finală |
| --------------------- | --- | ---------------- | ---------------------------- | ---------------- | ---------------- | ---------------- | ------------ |
| 1                     | 16  | Charles Leclerc  | Ferrari                      | 1:19,861         | 1:19,969         | 1:18,750         | 1            |
| 2                     | 1   | Max Verstappen   | Red Bull Racing-RBPT         | 1:20,091         | 1:19,219         | 1:19,073         | 2            |
| 3                     | 55  | Carlos Sainz Jr. | Ferrari                      | 1:19,892         | 1:19,453         | 1:19,166         | 3            |
| 4                     | 63  | George Russell   | Mercedes                     | 1:20,218         | 1:19,470         | 1:19,393         | 4            |
| 5                     | 11  | Sergio Pérez     | Red Bull Racing-RBPT         | 1:20,447         | 1:19,830         | 1:19,420         | 5            |
| 6                     | 44  | Lewis Hamilton   | Mercedes                     | 1:20,252         | 1:19,794         | 1:19,512         | 6            |
| 7                     | 77  | Valtteri Bottas  | Alfa Romeo-Ferrari           | 1:20,355         | 1:20,053         | 1:19,608         | 7            |
| 8                     | 20  | Kevin Magnussen  | Haas-Ferrari                 | 1:20,227         | 1:19,810         | 1:19,682         | 8            |
| 9                     | 3   | Daniel Ricciardo | McLaren-Mercedes             | 1:20,549         | 1:20,287         | 1:20,297         | 9            |
| 10                    | 47  | Mick Schumacher  | Haas-Ferrari                 | 1:20,683         | 1:20,436         | 1:20,638         | 10           |
| 11                    | 3   | Lando Norris     | McLaren-Mercedes             | 1:20,838         | 1:20,471         | N/A              | 11           |
| 12                    | 31  | Esteban Ocon     | Alpine-Renault               | 1:20,880         | 1:20,638         | N/A              | 12           |
| 13                    | 22  | Yuki Tsunoda     | AlphaTauri-RBPT              | 1:20,707         | 1:20,639         | N/A              | 13           |
| 14                    | 10  | Pierre Gasly     | AlphaTauri-RBPT              | 1:20,719         | 1:20,861         | N/A              | 14           |
| 15                    | 24  | Zhou Guanyu      | Alfa Romeo-Ferrari           | 1:20,476         | 1:21,094         | N/A              | 15           |
| 16                    | 5   | Sebastian Vettel | Aston Martin Aramco-Mercedes | 1:20,954         | N/A              | N/A              | 16           |
| 17                    | 14  | Fernando Alonso  | Alpine-Renault               | 1:21,043         | N/A              | N/A              | 20           |
| 18                    | 18  | Lance Stroll     | Aston Martin Aramco-Mercedes | 1:21,418         | N/A              | N/A              | 17           |
| 19                    | 23  | Alexander Albon  | Williams-Mercedes            | 1:21,645         | N/A              | N/A              | 18           |
| 20                    | 6   | Nicholas Latifi  | Williams-Mercedes            | 1:21,915         | N/A              | N/A              | 19           |
| Regula 107%: 1:25,451 |     |                  |                              |                  |                  |                  |              |
| Sursa:                |     |                  |                              |                  |                  |                  |              |

Notes
- ^1 – Fernando Alonso a fost obligat să înceapă cursa din spatele grilei pentru depășirea cotei sale de elemente ale unității de putere.[10]

## Cursa
Cursa a început la ora locală 15:00 pe 22 mai și a durat 66 de tururi.
| Poz.                                                                         | Nr. | Pilot            | Constructor                  | Tururi | Timp/Retras        | Grilă | Puncte |
| ---------------------------------------------------------------------------- | --- | ---------------- | ---------------------------- | ------ | ------------------ | ----- | ------ |
| 1                                                                            | 1   | Max Verstappen   | Red Bull Racing-RBPT         | 66     | 1:37:20,475        | 2     | 25     |
| 2                                                                            | 11  | Sergio Pérez     | Red Bull Racing-RBPT         | 66     | +13,072            | 5     | 19     |
| 3                                                                            | 63  | George Russell   | Mercedes                     | 66     | +32,927            | 4     | 15     |
| 4                                                                            | 55  | Carlos Sainz Jr. | Ferrari                      | 66     | +45,208            | 3     | 12     |
| 5                                                                            | 44  | Lewis Hamilton   | Mercedes                     | 66     | +54,534            | 6     | 10     |
| 6                                                                            | 77  | Valtteri Bottas  | Alfa Romeo-Ferrari           | 66     | +59,976            | 7     | 8      |
| 7                                                                            | 31  | Esteban Ocon     | Alpine-Renault               | 66     | +1:15,397          | 12    | 6      |
| 8                                                                            | 4   | Lando Norris     | McLaren-Mercedes             | 66     | +1:23,235          | 11    | 4      |
| 9                                                                            | 14  | Fernando Alonso  | Alpine-Renault               | 65     | +1 tur             | 20    | 2      |
| 10                                                                           | 22  | Yuki Tsunoda     | AlphaTauri-RBPT              | 65     | +1 tur             | 13    | 1      |
| 11                                                                           | 5   | Sebastian Vettel | Aston Martin Aramco-Mercedes | 65     | +1 tur             | 16    |        |
| 12                                                                           | 3   | Daniel Ricciardo | McLaren-Mercedes             | 65     | +1 tur             | 9     |        |
| 13                                                                           | 10  | Pierre Gasly     | AlphaTauri-RBPT              | 65     | +1 tur             | 14    |        |
| 14                                                                           | 47  | Mick Schumacher  | Haas-Ferrari                 | 65     | +1 tur             | 10    |        |
| 15                                                                           | 18  | Lance Stroll     | Aston Martin Aramco-Mercedes | 65     | +1 tur             | 17    |        |
| 16                                                                           | 6   | Nicholas Latifi  | Williams-Mercedes            | 64     | +2 tururi          | 19    |        |
| 17                                                                           | 20  | Kevin Magnussen  | Haas-Ferrari                 | 64     | +2 tururi          | 8     |        |
| 18                                                                           | 23  | Alexander Albon  | Williams-Mercedes            | 64     | +2 tururi          | 18    |        |
| Ab                                                                           | 24  | Zhou Guanyu      | Alfa Romeo-Ferrari           | 28     | Pierdere de putere | 15    |        |
| Ab                                                                           | 16  | Charles Leclerc  | Ferrari                      | 27     | Turbo              | 1     |        |
| Cel mai rapid tur: Sergio Pérez (Red Bull Racing-RBPT) – 1:24,108 (turul 55) |     |                  |                              |        |                    |       |        |
| Sursa:                                                                       |     |                  |                              |        |                    |       |        |

Note
- ^1 – Include un punct pentru cel mai rapid tur.[12]
- ^2 – Alexander Albon a primit o penalizare de cinci secunde pentru că a părăsit pista de mai multe ori. Poziția sa finală nu a fost afectată de penalizare.[11]

## Clasament campionat după cursă
|        | Poz. | Pilot            | Pct. |
| ------ | ---- | ---------------- | ---- |
| 1      | 1    | Max Verstappen   | 110  |
| 1      | 2    | Charles Leclerc  | 104  |
|        | 3    | Sergio Pérez     | 85   |
|        | 4    | George Russell   | 74   |
|        | 5    | Carlos Sainz Jr. | 65   |
| Sursa: |      |                  |      |

|        | Poz. | Constructor          | Pct. |
| ------ | ---- | -------------------- | ---- |
| 1      | 1    | Red Bull Racing-RBPT | 195  |
| 1      | 2    | Ferrari              | 169  |
|        | 3    | Mercedes             | 120  |
|        | 4    | McLaren-Mercedes     | 50   |
|        | 5    | Alfa Romeo-Ferrari   | 39   |
| Sursa: |      |                      |      |

- Notă: Doar primele cinci locuri sunt prezentate în ambele clasamente.